# Vinland, Wisconsin
Vinland là một thị trấn thuộc quận Winnebago, tiểu bang Wisconsin, Hoa Kỳ. Năm 2010, dân số của thị trấn này là 1.738 người.